# Избавление
„Избавление“ е третата стихосбирка на Иван Вазов, написана през 1878 г.
Израз е на русофилските убеждения на Вазов и отразява духа на възрожденската епоха. Стихосбирката е започната в Свищов и е завършена в Русе, където той като чиновник е преместен през 1878 г. Първоначалният замисъл на автора е бил да нарече стихосбирката „Дунавски песни“.
Стихосбирката съдържа следните стихотворения:
- Топът заехтя!

- Ода на императора Александра II
- Николай Николаевич
- Царят в Свищов
- Южнославянска солидарност
- Разходка до Баняса
- Черна гора
- Здравствуйте, братушки!
- Луиза Царят в Бяла
- Погребените солдати
- Голгота
- Не въздишай!
- Падна Плевен!
- Чувства по новата 1878 година
- Към поета
- Гази-султан
- Жабата
- Блънт
- Надей се, Българио!
- Изгнаниците
- На децата